# Філігранологія
Філігранологія, філігранознавство — (від лат. filum — нитка, granum — зерно; франц. les filigranes — виріб із дроту; італ. filigrana — витончений виріб) — спеціальна історична дисципліна, що вивчає історію паперу та водяних знаків (філіграней) на ньому. Основне завдання філігранології полягає у визначенні часу та місця написання недатованого документа, рукописної або друкованої книги, дослідженні технології виробництва та розповсюдження паперу, історії заснування папірень та їхньої діяльності.
Як наукова дисципліна виникла у 18 ст., а отримала розвиток та поширення на межі 19—20 ст. Традиційно вона вважалася складовою палеографії, а у 2-й чверті 20 ст. відмежувалася, утворивши окрему науку зі своїми завданнями та предметом дослідження.
Наукові межі сучасних досліджень з філігранології, поряд із вивченням водяних знаків на папері, включають й історію українських папірень, виробництва та поширення паперу, його символіку та геральдичні знаки, економічні зв'язки, генеалогію виробників і власників, торгівлю папером тощо.
В Україні розвиток філігранології у XX ст. завдячує науковим роботам О. Я. Мацюка, Я.Дашкевича, І. Крип'якевича та інші.
Наявність філіграні та правильна її атрибуція дають можливість дослідникові визначити час і місце виготовлення паперу і таким чином з більшою вірогідністю датувати документ.

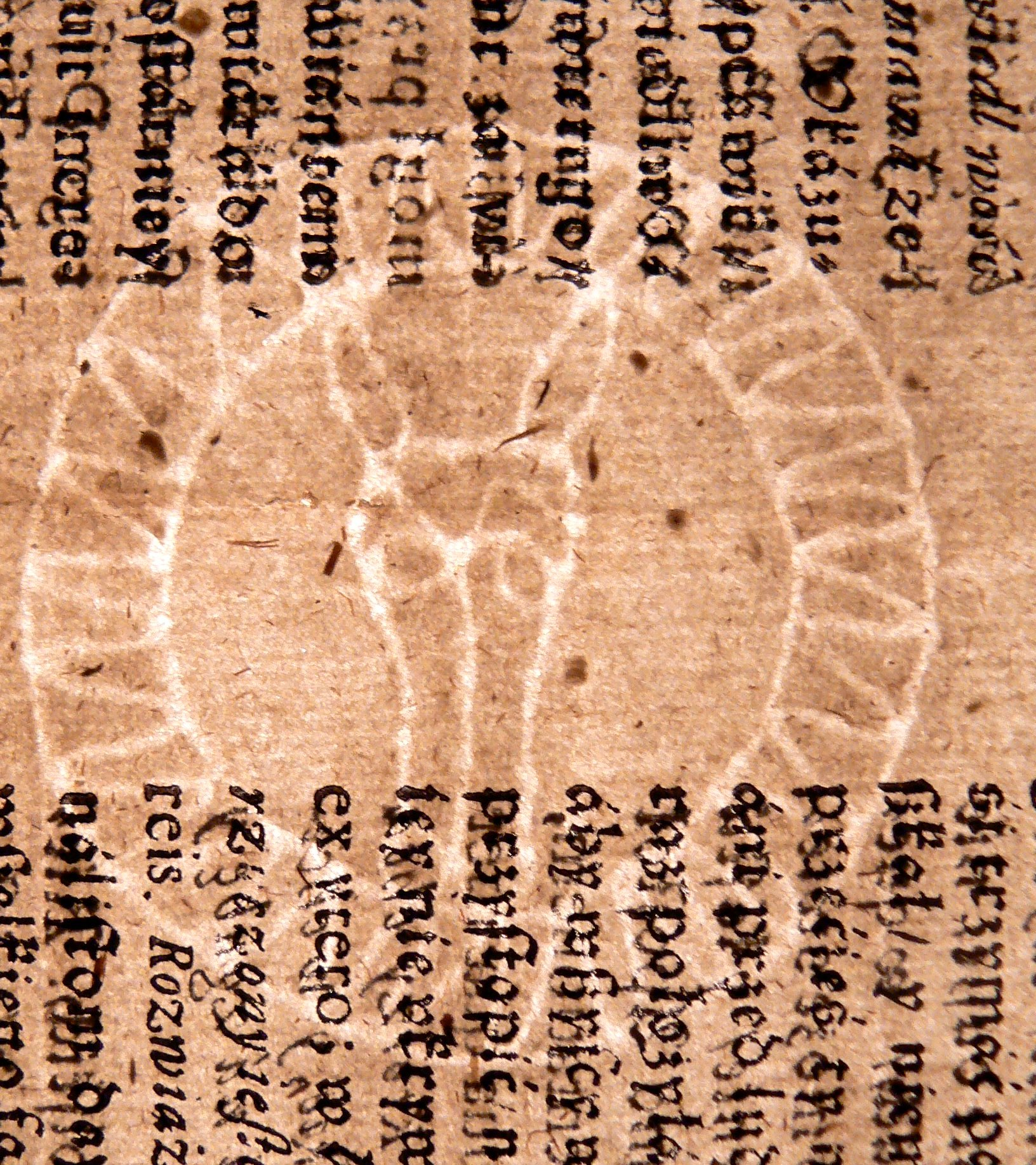
знаки для друкарні Лукаша Купіша (Łukasz Kupisz), Краків, 1650
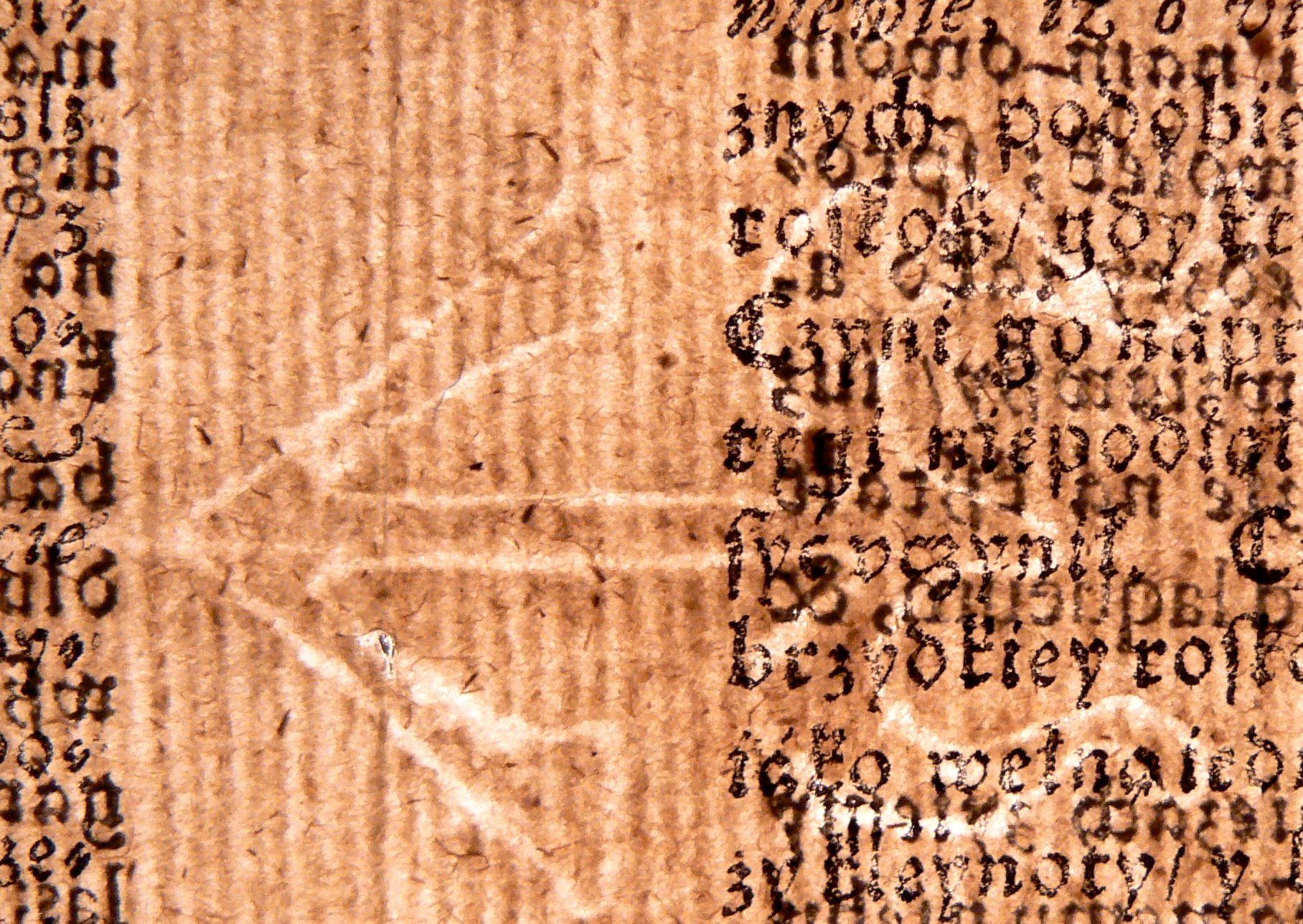
знаки для друкарні Лукаша Купіша (Łukasz Kupisz), Краків, 1650
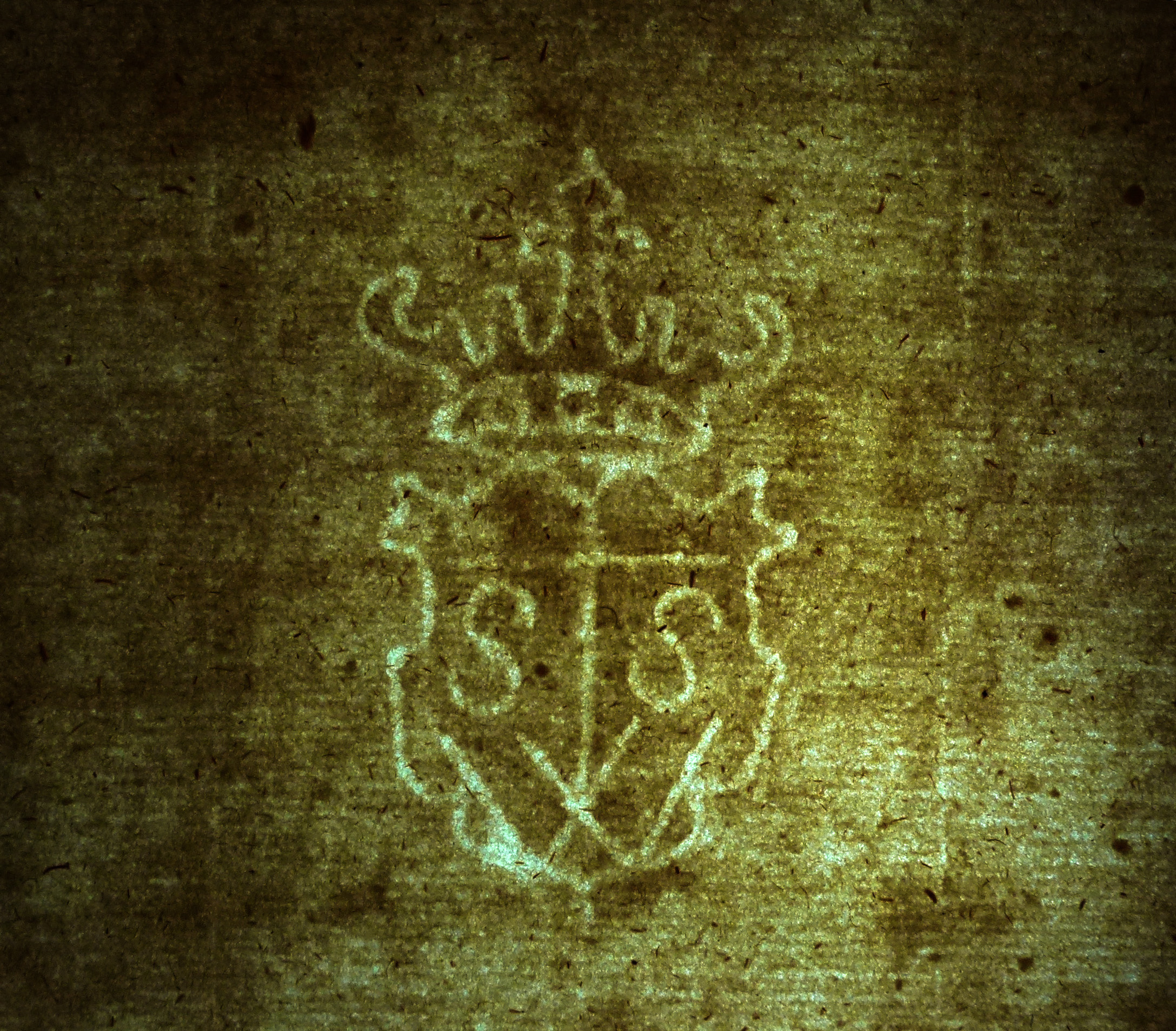
Філігрань віленського «Євангелія з сигнатурами», після 1600